# Список кантри-хитов № 1
Список кантри-хитов № 1 (Hot Country Songs #1) включает хиты, которые возглавляли еженедельный американский чарт Hot Country Songs журнала Billboard, включащий самые популярные песни жанра кантри-музыки в США. Этот хит-парад составляется с 1944 года.

## 1940-е
1944
1945
1946
1947
1948
1949

## 1950-е
1950
1951
1952
1953
1954
1955
1956
1957
1958
1959

## 1960-е
1960
1961
1962
1963
1964
1965
1966
1967
1968
1969

## 1970-е
1970
1971
1972
1973
1974
1975
1976
1977
1978
1979

## 1980-е
1980
1981
1982
1983
1984
1985
1986
1987
1988
1989

## 1990-е
1990
1991
1992
1993
1994
1995
1996
1997
1998
1999

## 2000-е
2000
2001
2002
2003
2004
2005
2006
2007
2008
2009

## 2010-е
2010
2011
2012
2013
2014
2015
2016
2017
2018
2019

## 2020-е
2020
2021